# Morgan Motor Company

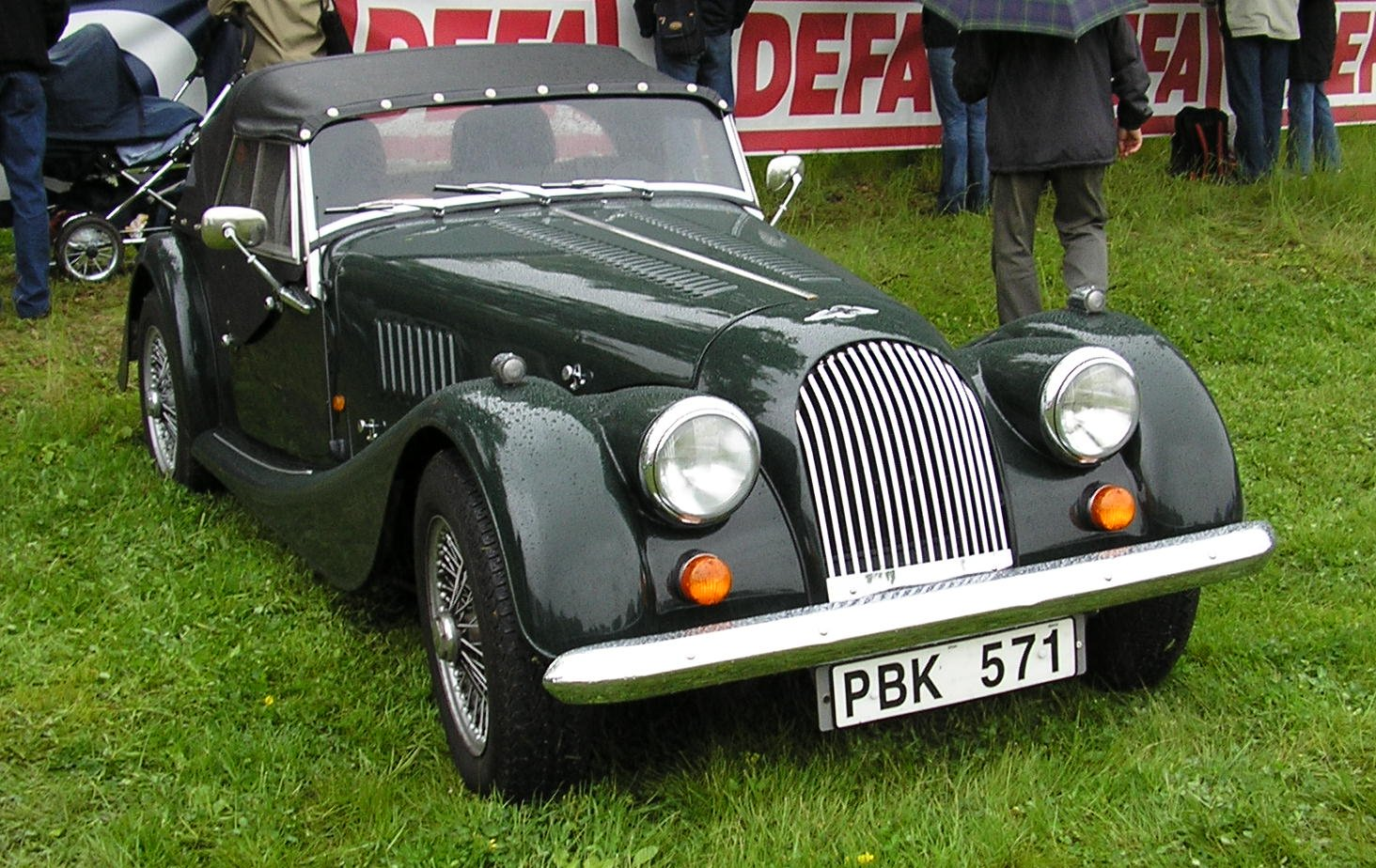
Morgan 4/4

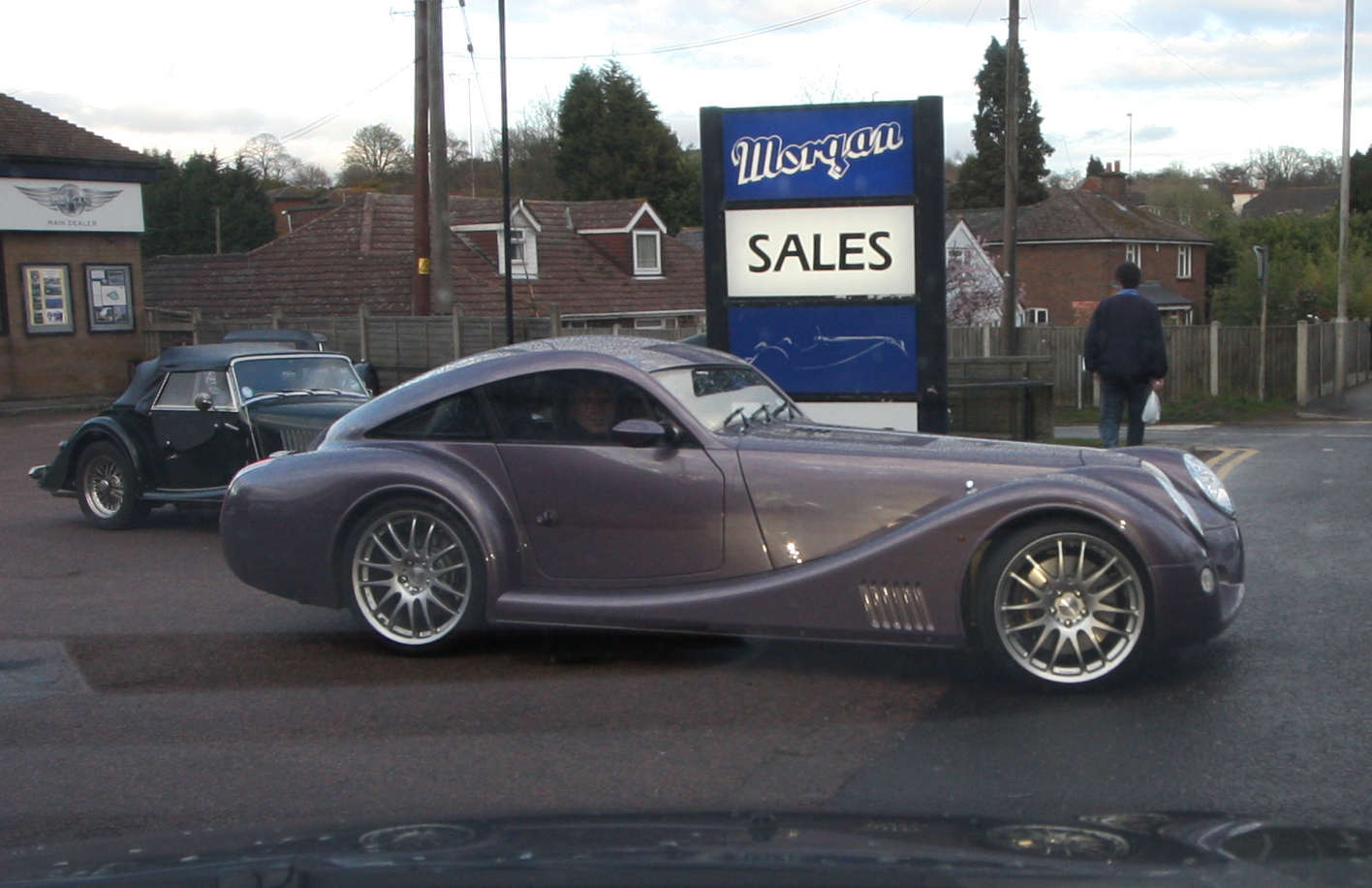
Morgan Aeromax

Morgan Motor Company – brytyjski producent ręcznie wytwarzanych neoklasycznych samochodów sportowych z siedzibą w Malvern Link, w hrabstwie Worcestershire. Przedsiębiorstwo założone zostało w 1909 roku.
Wielkość produkcji w 2003 roku wyniosła 516 samochodów.

## Modele
- Sports
- Super Sports
- Typ F
- 4/4 Sport
- Plus 4
- Plus 4 +
- Plus 8
- Roadster
- Aero 8
- Aeromax
- Aero SuperSports
- Four Seater
- Eva GT
- 3 Wheeler